# Dothideomycetidae
Dothideomycetidae es una subclase de Dothideomycetes que consta de tres órdenes : Dothideales, Myriangiales y Capnodiales. Las cavidades de las estructuras sexuales no tienen celdas verticales (paráfisis, pseudoparaphyses o paraphysoides) que crecen en un saco con las células que llevan las esporas sexuales (Asca).